# Prototypes et concept-cars Fiat
 (mars 2019).
Si vous disposez d'ouvrages ou d'articles de référence ou si vous connaissez des sites web de qualité traitant du thème abordé ici, merci de compléter l'article en donnant les références utiles à sa vérifiabilité et en les liant à la section « Notes et références ».
 (10 mars 2019).
Liste des prototypes et concept-cars réalisés par le constructeur italien Fiat Automobiles et présentés dans les Salons en Europe ou en Amérique du Sud :

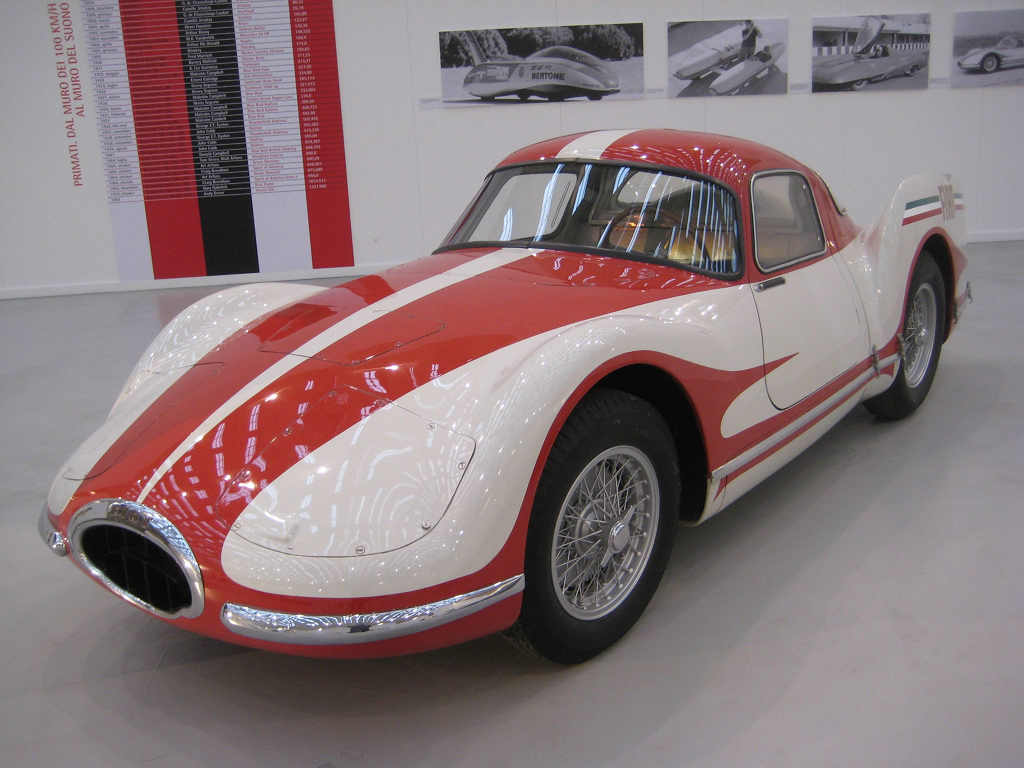
Fiat Turbina

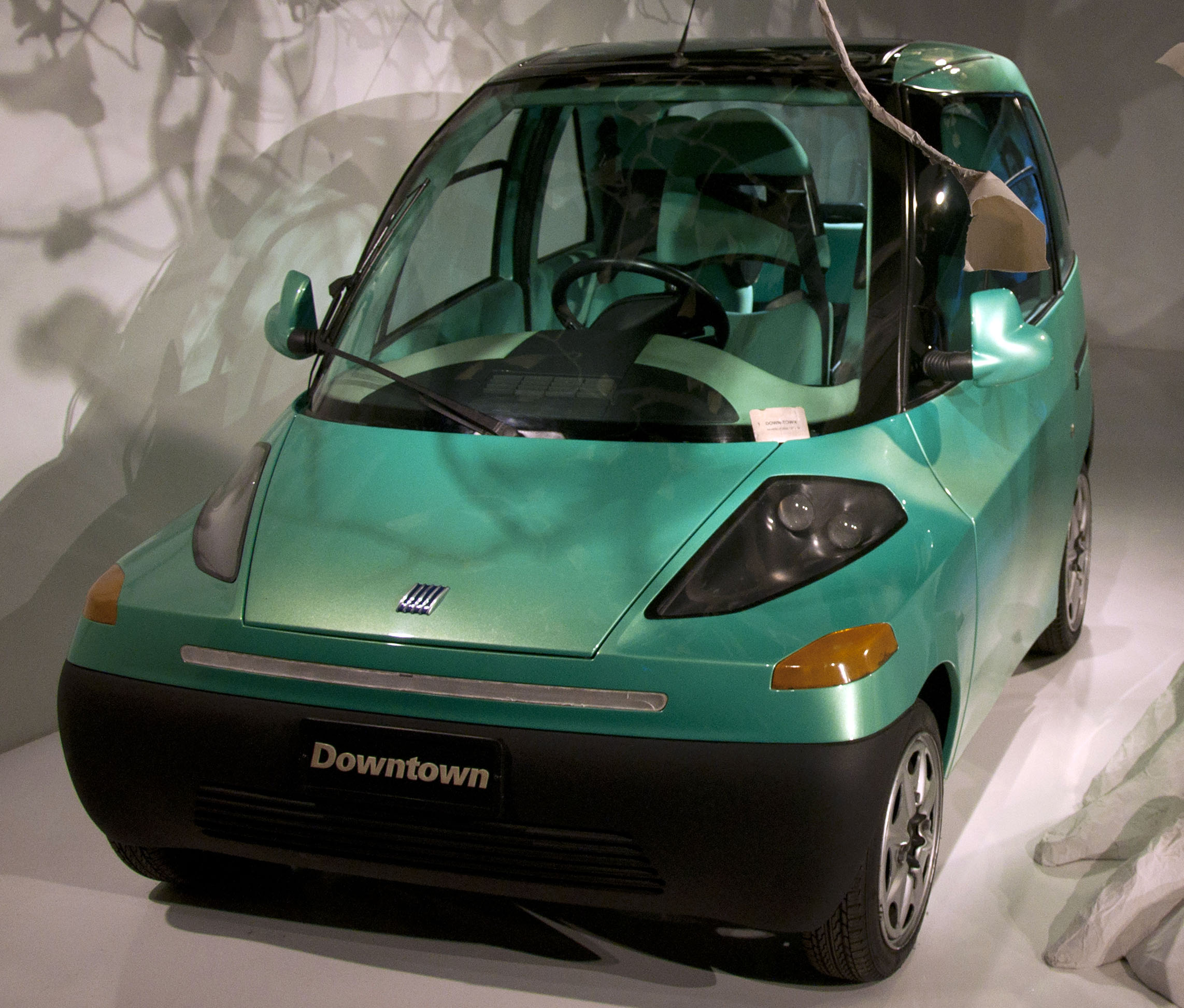
Fiat Downtown

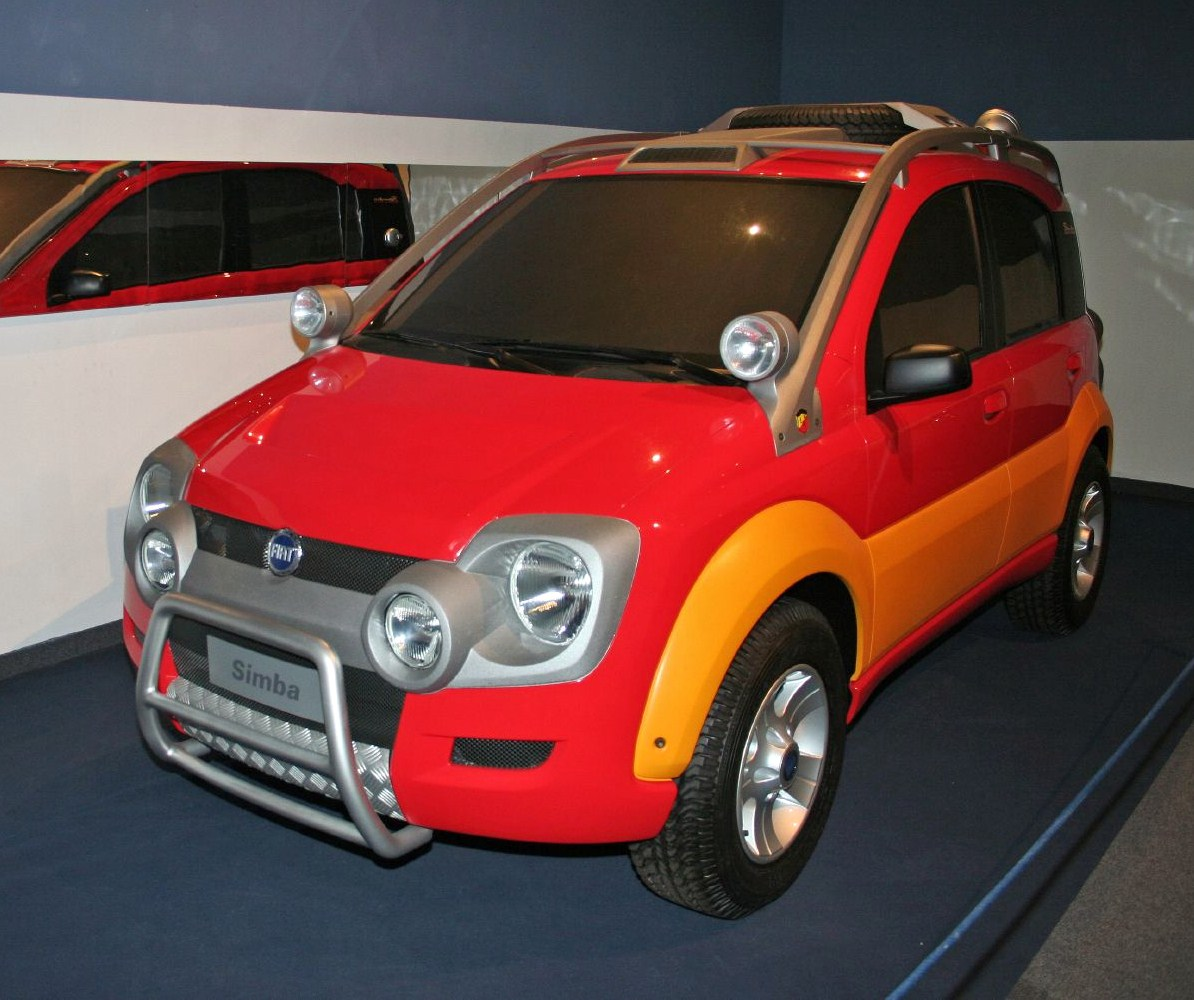
Fiat Simba

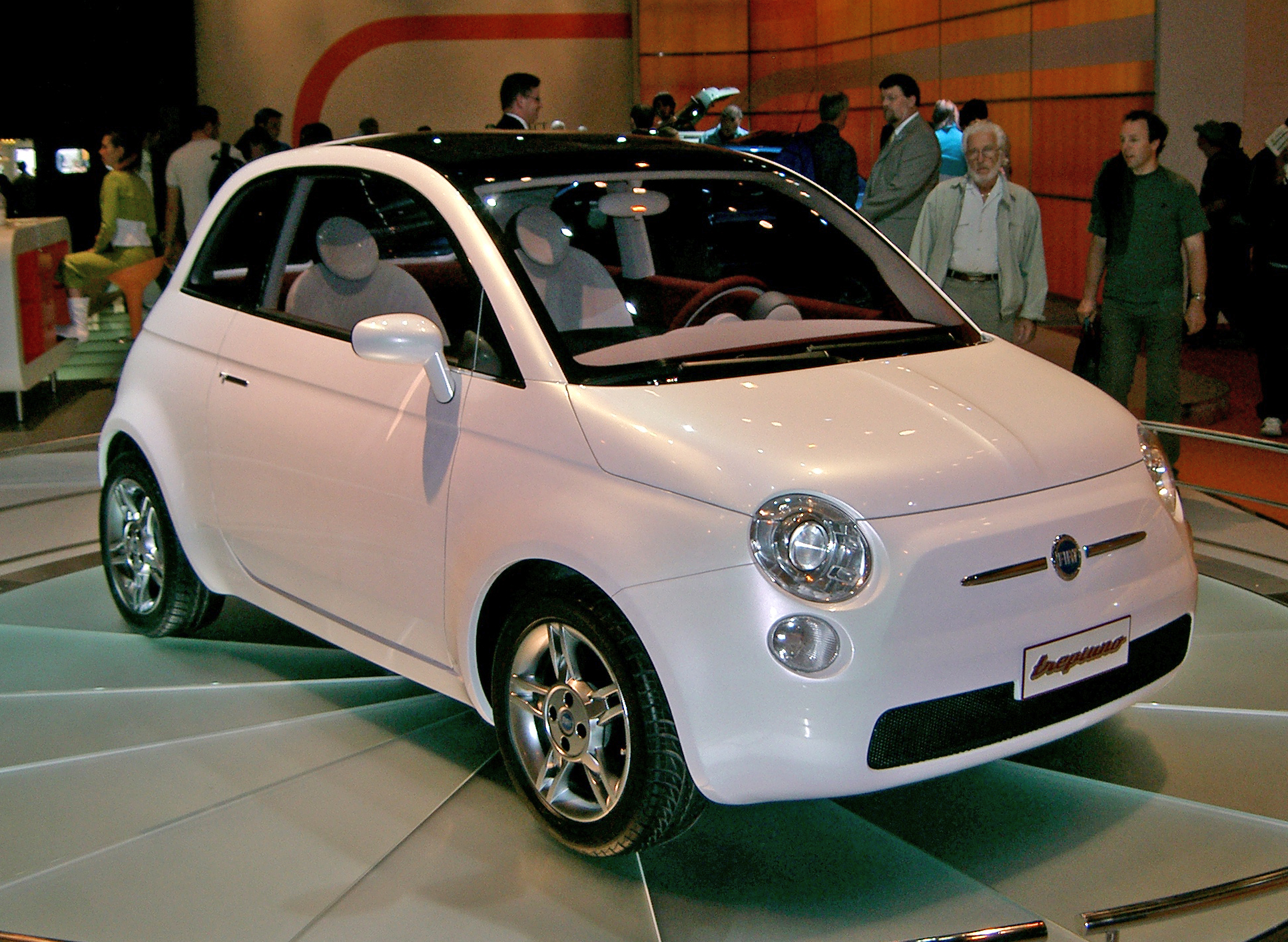
Fiat Trepiùno

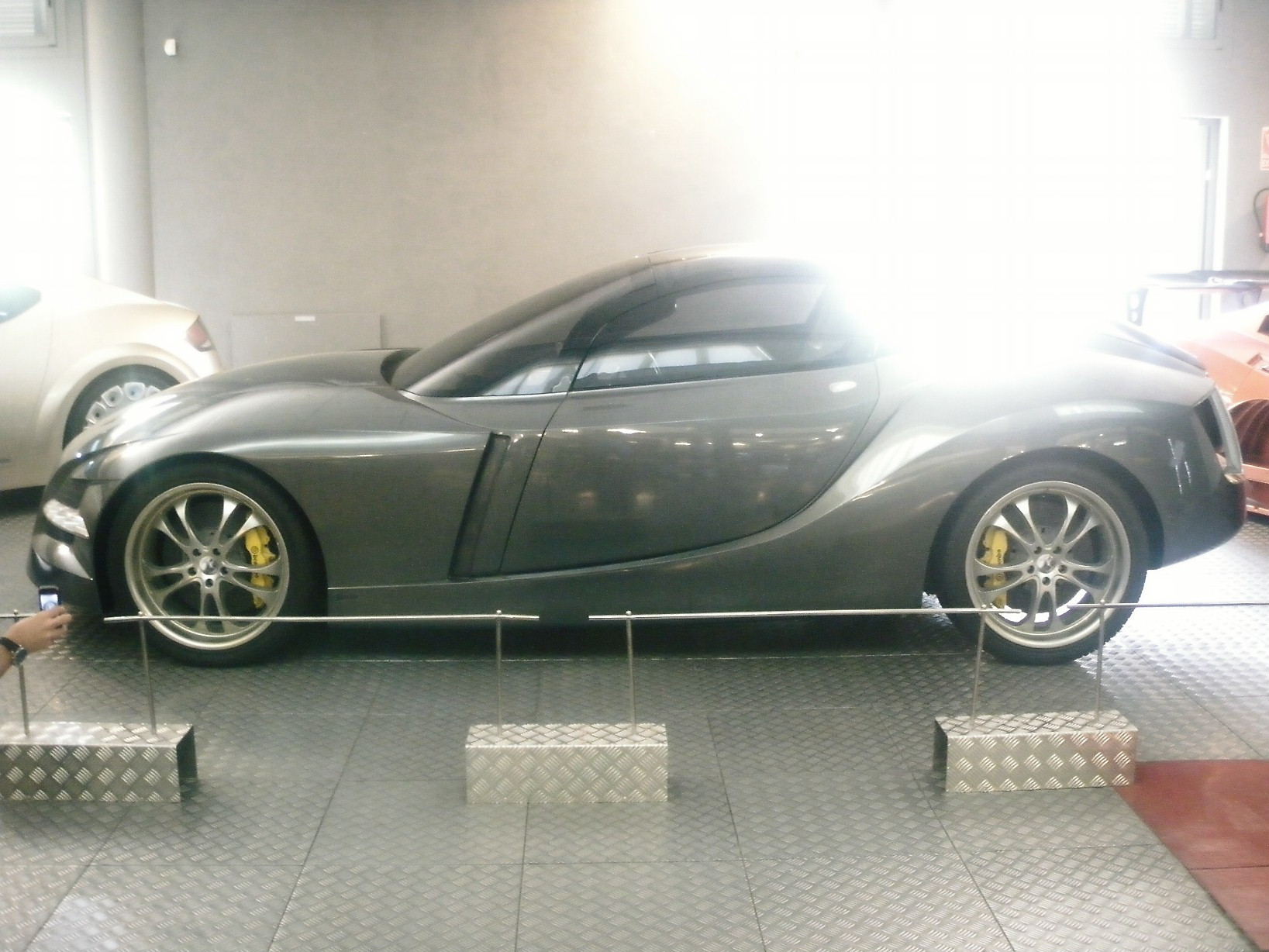
Fiat Sportiva Latina

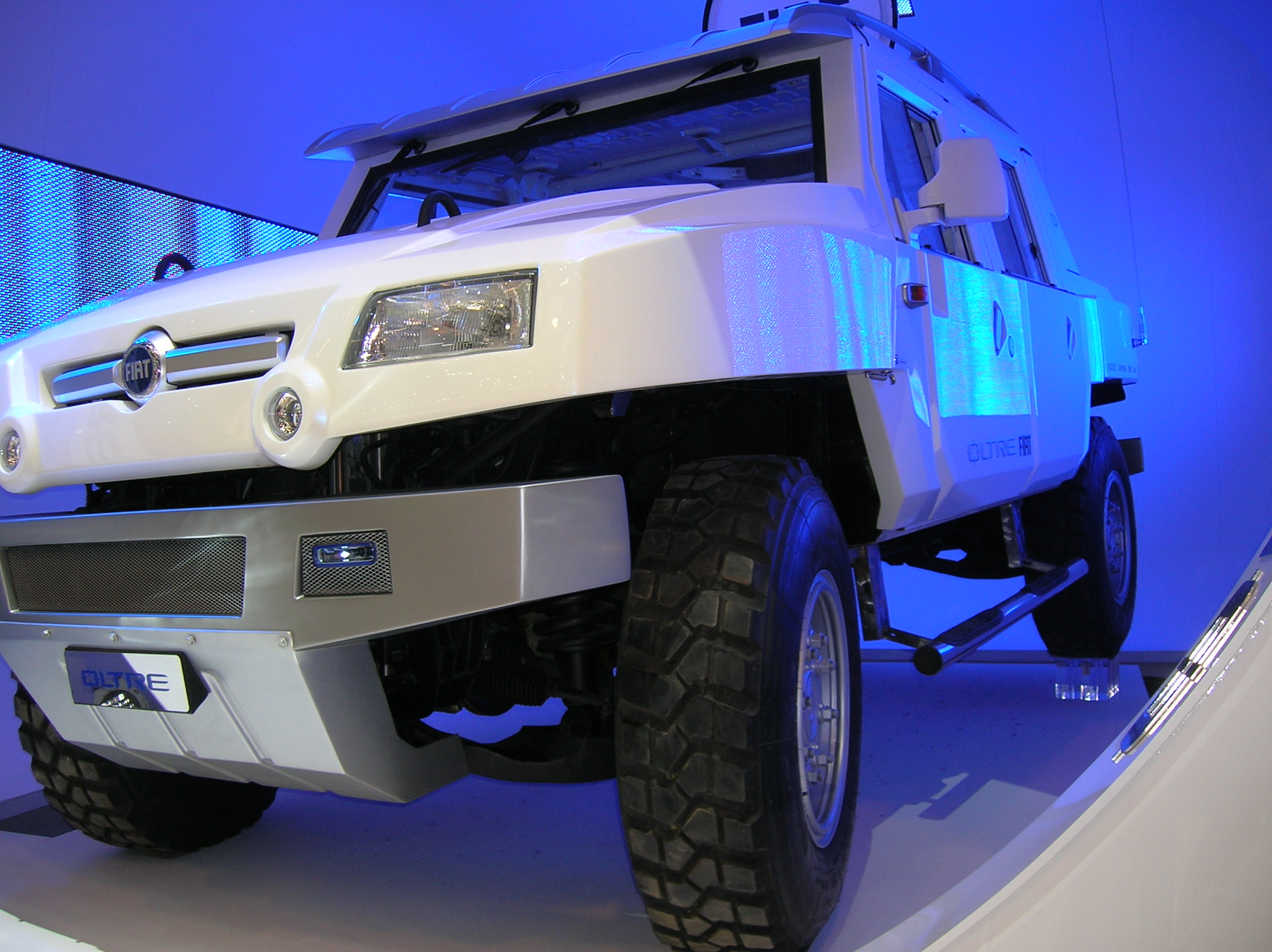
Fiat Oltre

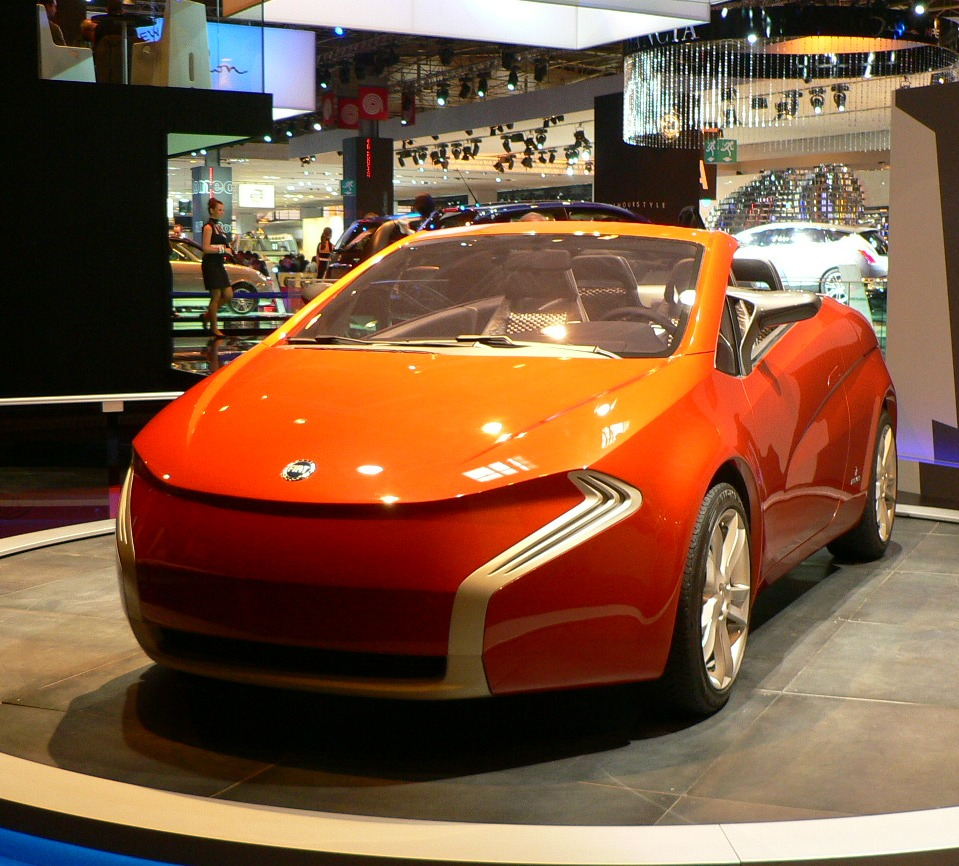
Fiat Suagna

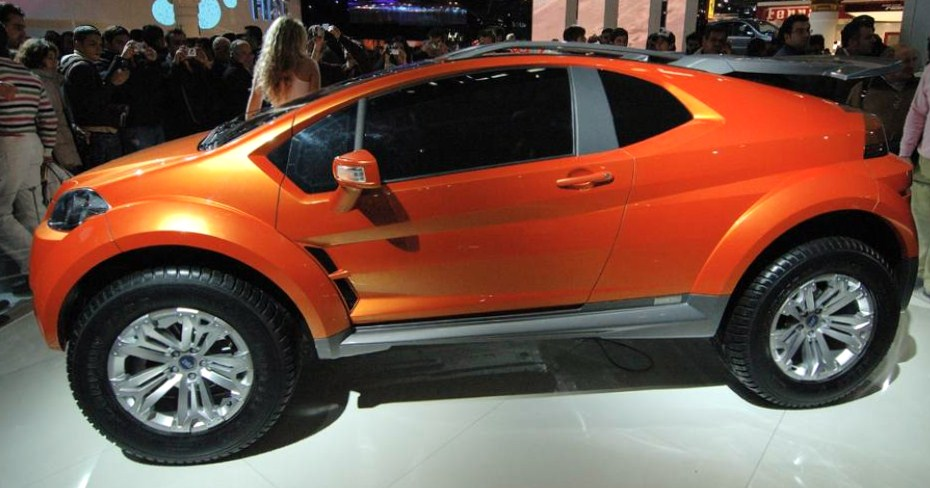
Fiat FCC Adventure

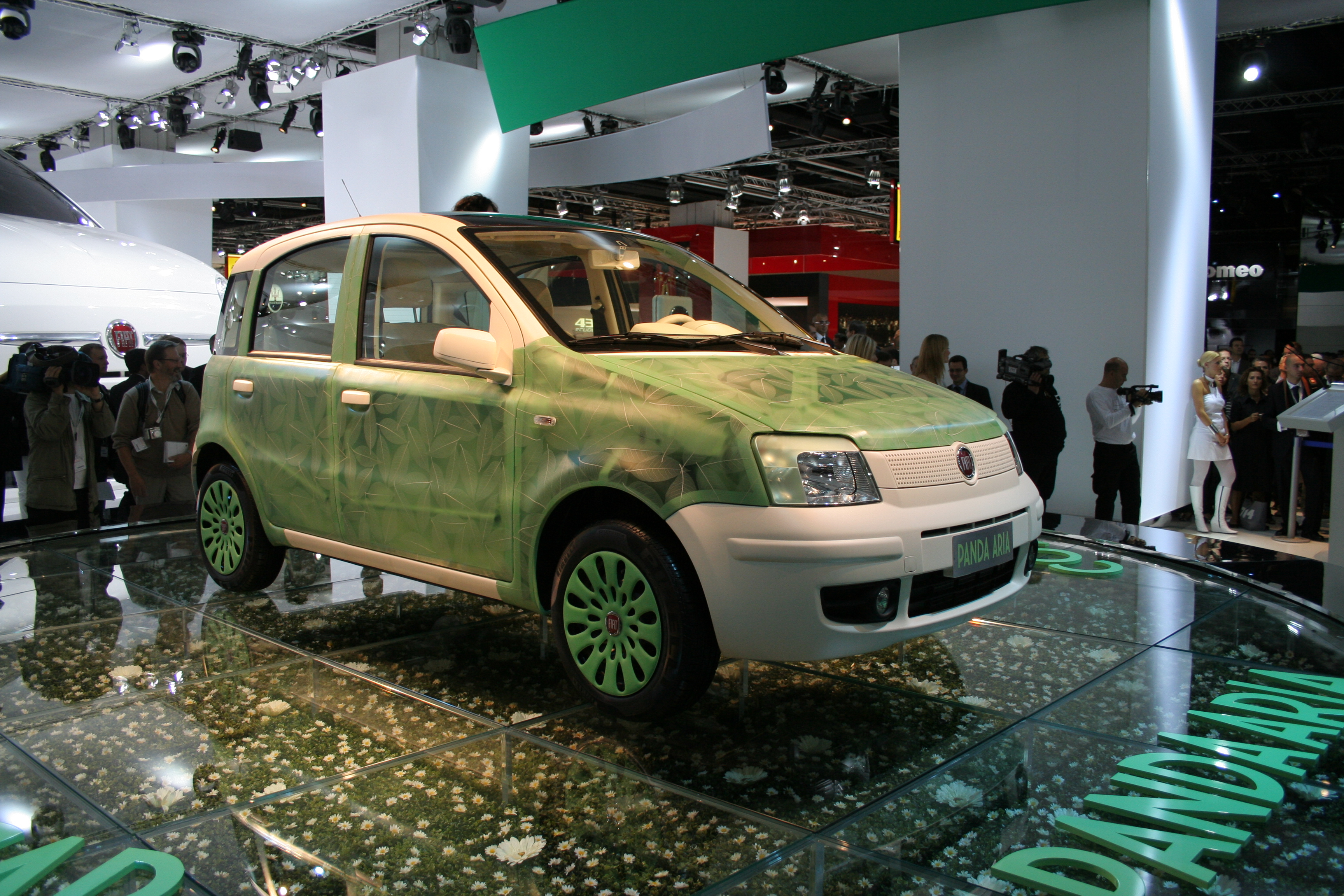
Fiat Panda Aria

| Année | Prototype                     | Design carrosserie                     |
| ----- | ----------------------------- | -------------------------------------- |
| 1956  | Turbina                       | Centro Stile Fiat                      |
| 1956  | 600 Multipla Marine           | Pininfarina                            |
| 1956  | 600 Multipla Spiagetta        | Carrozzeria Vignale                    |
| 1959  | 600 Marianella                | Carrozzeria Fissore                    |
| 1961  | 600 Aerodinamica "Y"          | Pininfarina                            |
| 1962  | 600D Record                   | Carrozzeria Vignale                    |
| 1963  | 1100D Weekend                 | Moretti                                |
| 1963  | 2300 Cabriolet Lausanne       | Pininfarina                            |
| 1967  | 124 Coupè Eveline             | Carrozzeria Vignale                    |
| 1968  | City Taxi                     | Centro Stile Fiat                      |
| 1969  | 128 Coupe                     | Bertone                                |
| 1969  | 128 Teenager                  | Pininfarina                            |
| 1971  | ESV 1500                      | Centro Ricerche Fiat                   |
| 1971  | ESV 2000                      | Centro Ricerche Fiat                   |
| 1971  | ESV 2500                      | Centro Ricerche Fiat                   |
| 1972  | X1/9                          | Bertone                                |
| 1972  | City Car X1/23                | Centro Stile Fiat                      |
| 1974  | X1/20                         | Pininfarina                            |
| 1975  | 850 Visitors Bus              | Bertone                                |
| 1976  | Fiat City Car                 | Michelotti                             |
| 1978  | X1/23                         | Centro Ricerche Fiat                   |
| 1978  | Ecos                          | Pininfarina                            |
| 1979  | City Car                      | Bertone                                |
| 1981  | V.S.S.                        | I.De.A Institute                       |
| 1983  | Ritmo Coupè                   | Pininfarina                            |
| 1986  | X1/75                         | Centro Ricerche Fiat                   |
| 1987  | ECV                           |                                        |
| 1989  | 126 Cabriolet                 |                                        |
| 1992  | Cinquecento Fionda            | Coggiola                               |
| 1992  | Cinquecento Pick-up           | Pininfarina                            |
| 1992  | Cinquecento RUSH              | Bertone                                |
| 1993  | SCIA                          | Maggiora                               |
| 1993  | Downtown                      | Centro Stile Fiat                      |
| 1994  | Zic                           | Centro Ricerche Fiat                   |
| 1994  | Punto Firepoint               | Italdesign                             |
| 1994  | Punto Surf                    | Coggiola                               |
| 1994  | Spunto                        | Pininfarina                            |
| 1995  | Vanzic                        | Centro Ricerche Fiat                   |
| 1996  | Zicster                       | Centro Stile Fiat                      |
| 1996  | Multipla Concept              | Centro Stile Fiat                      |
| 1996  | Enduro                        | Bertone                                |
| 1996  | Sing & Song                   | Pininfarina                            |
| 1996  | Vuscia                        | I.De.A Institute                       |
| 1998  | Ecobasic                      | Centro Ricerche Fiat                   |
| 2000  | Multipla HybridPower          | Centro Ricerche Fiat                   |
| 2002  | Seicento Elettra H2 Fuel Cell | Centro Ricerche Fiat                   |
| 2002  | Seicento Hydrogen             | Centro Ricerche Fiat                   |
| 2002  | Simba                         | Centro Stile Fiat                      |
| 2003  | Marrakech                     | I.De.A Institute                       |
| 2003  | Doblò Sandstorm               |                                        |
| 2004  | Idea 5Terre                   | Centro Stile Fiat                      |
| 2004  | Panda 4x4 Ferrari             |                                        |
| 2004  | Panda Abarth                  |                                        |
| 2004  | Panda SUV                     |                                        |
| 2004  | Trepiùno                      | Centro Stile Fiat I.De.A Institute     |
| 2004  | Stilo Uproad                  |                                        |
| 2005  | Croma 8ttoV                   | Italdesign                             |
| 2005  | Panda Hydrogen                | Centro Stile Fiat Centro Ricerche Fiat |
| 2005  | Oltre                         | Centro Ricerche Fiat                   |
| 2005  | Sportiva Latina               | Centro Ricerche Fiat                   |
| 2005  | X1/99                         | IED                                    |
| 2006  | Multipla MultiEco             |                                        |
| 2006  | Panda MultiEco                | Centro Ricerche Fiat                   |
| 2006  | FCC Adventure                 | Centro Stile Fiat Brasil               |
| 2006  | Skill                         | Fiovaranti                             |
| 2006  | Grande Punto Radicale         |                                        |
| 2006  | Idea Adventure                |                                        |
| 2006  | Panda Jolly by Stola          |                                        |
| 2006  | Panda Luxury                  |                                        |
| 2006  | Panda Tanker                  | Centro Stile Fiat                      |
| 2006  | Suagna                        | Bertone                                |
| 2007  | HYperPanda                    | Centro Ricerche Fiat                   |
| 2007  | Panda Aria                    | Centro Ricerche Fiat                   |
| 2007  | Barchetta Concept             | Bertone                                |
| 2008  | Phylla                        | Centro Ricerche Fiat                   |
| 2008  | 500 Tender Two Concept        | Castagna                               |
| 2008  | FCC II Bugster                | Centro Stile Fiat Brasil               |
| 2008  | Portofino                     | Centro Stile Fiat                      |
| 2008  | Tender Two EV                 | Castagna                               |
| 2010  | Uno Ecology Studio Concept    | Centro Stile Fiat Brasil               |
| 2010  | Mio FCC III                   | Centro Stile Fiat Brasil               |
| 2010  | 500e BEV Electric Concept     |                                        |
| 2010  | Uno Roadster Concept          | Centro Stile Fiat Brasil               |
| 2014  | FCC 4                         | Centro Stile Fiat Brasil               |
| 2018  | 500 Spiaggina                 | Pininfarina Garage Italia              |
| 2018  | Fastback                      | Centro Stile Fiat Brasil               |
| 2019  | Centoventi                    | Centro Ricerche Fiat                   |

## Liens extérieurs
- Prototypes Fiat chez conceptcars.it